# 一宮インターチェンジ
一宮インターチェンジ（いちのみやインターチェンジ）は、愛知県一宮市丹陽町にある名神高速道路のインターチェンジである。

## 概要
名古屋高速16号一宮線および国道22号（名岐バイパス）に接続する。名古屋高速道路と接続する料金所では、名古屋高速の料金収受と名神高速の料金処理（通行券の発券、料金の収受）を同時に行う。名神高速と名古屋高速とは清洲JCT方面のみ接続しており、一宮東・一宮中方面と名神高速との行き来はできない。
なお、稲沢市との市境近くにあり、料金所の一部は稲沢市域に所在する。
また、平日朝夕のラッシュ時や土休日、長期連休（ゴールデンウィーク・お盆・年末年始）中に当ICを先頭とする渋滞が発生しやすく、最後尾は東海環状自動車道の養老JCT付近まで伸びることもある。前述の渋滞緩和策として、中日本高速道路（NEXCO中日本）は2021年度（令和3年度）に当ICと東海北陸自動車道の一宮JCT間の6車線化に着手し、2024年9月7日に上り線の3車線化工事が完了した。（下り線の完成は2024年9月現在未定）

## 歴史
- 1964年（昭和39年）9月6日 - 名神高速道路の関ヶ原IC - 当IC間の開通に伴い[9]、供用開始[1]。
- 2005年（平成17年）2月11日 - 名古屋高速16号一宮線の清洲JCT - 当IC間が開通[2]。名神高速道路と接続。
- 2022年（令和4年）1月 - 当IC - 一宮JCT間の6車線化工事に着手[7][10]。
- 2024年（令和6年）9月7日 - 当IC - 一宮JCT間のうち、上り線が3車線化。
- 2025年（令和7年）4月1日 : 当ICのJCTを整備内容に含む「名岐道路（一宮〜一宮木曽川）」が新規事業化[11]。

## 接続する道路
- 国道22号（名岐バイパス）[1]

## 料金所
- レーン数 : 23

### 入口
- レーン数 : 9

名古屋高速→名神乗継
名古屋高速の料金を収受し、名神高速の通行券を渡す。
- レーン数 : 6
  - ETC専用 : 3
  - 一般 : 1
  - 休止中 : 2

一般道からの入口
- レーン数 : 3
  - ETC専用 : 1
  - ETC/一般 : 2

### 出口
- レーン数 : 14

一般道への出口
- レーン数 : 6
  - ETC専用 : 3
  - 一般 : 1
  - 休止中 : 2

名神→名古屋高速乗継
名神高速の料金と名古屋高速の料金を合併収受する。
- レーン数 : 8
  - ETC専用 : 3
  - 一般 : 1
  - 休止中 : 4

## 周辺
当ICの周辺は、様々なラブホテル（ファッションホテル）が林立するいわゆる「ラブホテル街」となっている。また、コロナ禍前には日本を訪れた外国人の家族層が宿泊できるように、ラブホテルを一般のホテルに改修した例もあった。

## 隣
E1 名神高速道路
(24) 小牧IC - 尾張一宮PA - (25) 一宮IC - (25-1) 一宮JCT - 羽島PA - (25-2) 岐阜羽島IC
 名古屋高速16号一宮線
(1603,1613) 一宮西春出入口 - (1604) 一宮南出口 - 一宮出入口 - (1605,1615) 一宮東出入口